# Vrchlice (Kutná Hora)
Vrchlice (německy Wrchlitz) je část města Kutná Hora v okrese Kutná Hora. Nachází se na jihu Kutné Hory. Protéká tu Vrchlice. Je zde evidováno 112 adres. Trvale zde žije 367 obyvatel.
Vrchlice leží v katastrálním území Kutná Hora o výměře 14,45 km2.